# Pirganj (Rangpur)
Pirganj è un sottodistretto (upazila) del Bangladesh situato nel distretto di Rangpur, divisione di Rangpur. Si estende su una superficie di 409,37 km² e conta una popolazione di 385.499  abitanti (censimento 2011).